# مهند الزعابی
مهند الزعابی (عربی: مهند بن عبيد الزعابي؛ زادهٔ ۲۵ اکتبر ۱۹۹۲) بازیکن فوتبال اهل عمان است.
از باشگاه‌هایی که در آن بازی کرده‌است می‌توان به باشگاه ورزشی فنجاء اشاره کرد.
وی همچنین در تیم‌های ملی فوتبال زیر ۲۳ سال عمان و عمان بازی کرده‌است.